# Сеймур-Конвей, Ричард, 4-й маркиз Хартфорд
Ричард Сеймур-Конвей, 4-й маркиз Хартфорд (англ. Richard Seymour-Conway, 4th Marquess of Hertford; 22 февраля 1800 — 25 августа 1870) — английский аристократ, военный и политик, который провел свою жизнь во Франции, посвящая себя коллекционированию произведений искусства.

## Титулы
- 4-й маркиз Хартфорд (с 1 марта 1842)
- 4-й граф Хартфорд (с 1 марта 1842)
- 4-й граф Ярмут (с 1 марта 1842)
- 4-й виконт Бошан (с 1 марта 1842)
- 5-й барон Конуэй из Киллалтаха, графство Антрим (с 1 марта 1842)
- 5-й барон Конуэй из Рэгли, графство Уорикшир (с 1 марта 1842).

## Ранняя жизнь
Родился 22 февраля 1800 года. Старший сын Фрэнсиса Сеймур-Конвея, 3-го маркиза Хартфорда (1777—1842), и Марии Сеймур-Конвей, маркизы Хартфорд (1771—1856). У него били брат и сестра, лорд Генри Сеймур-Конвей, который также умер холостым, и леди Фрэнсис Мария Сеймур-Конвей (жена маркиза де Шевинье). Его бабушкой и дедушкой по отцовской линии были Фрэнсис Ингрэм-Сеймур-Конвей, 2-й маркиз Хартфорд, и его вторая жена, достопочтенная Изабелла Энн Ингрэм (старшая дочь и сонаследница Чарльза Ингрэма, 9-го виконта Ирвина), которая была любовницей принца Уэльского, впоследствии короля Великобритании Георга IV.
Хотя лорд Хартфорд родился в Англии, он воспитывался в Париже своей матерью, которая отдалилась от его отца.
1 марта 1842 года после смерти своего отца Ричард Сеймур-Конвей унаследовал титулы 4-го маркиза Хартфорда, 4-го графа Хартфорда, 4-го графа Ярмута, 4-го виконта Бошана, 5-го барона Конвея из Рэгли и 5-го барона Конвея из Киллалтаха.
Носил чин капитана 22-го драгунского полка.

## Карьера

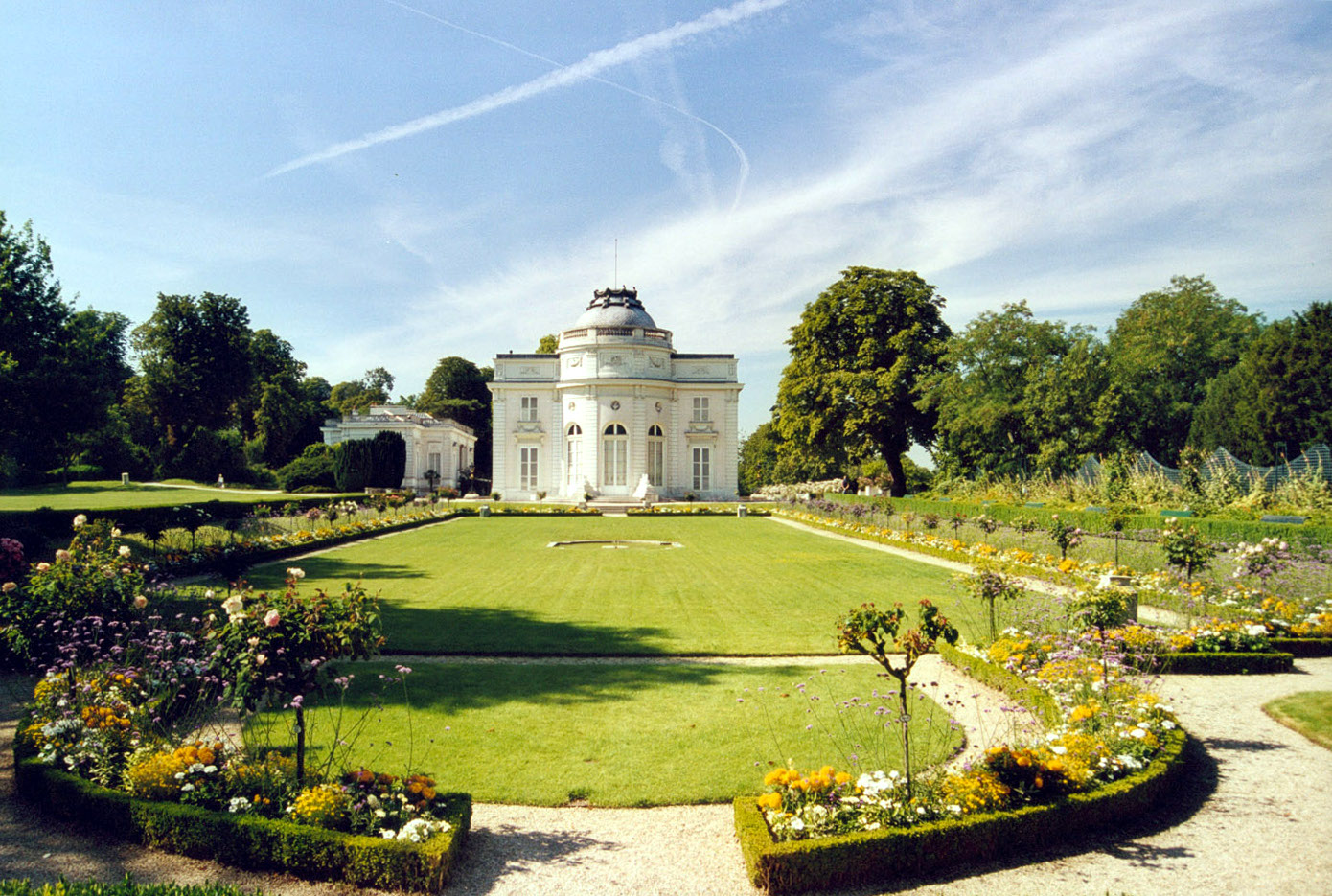
Замок Багатель, дом маркиза Хартфорда с 1848 года.

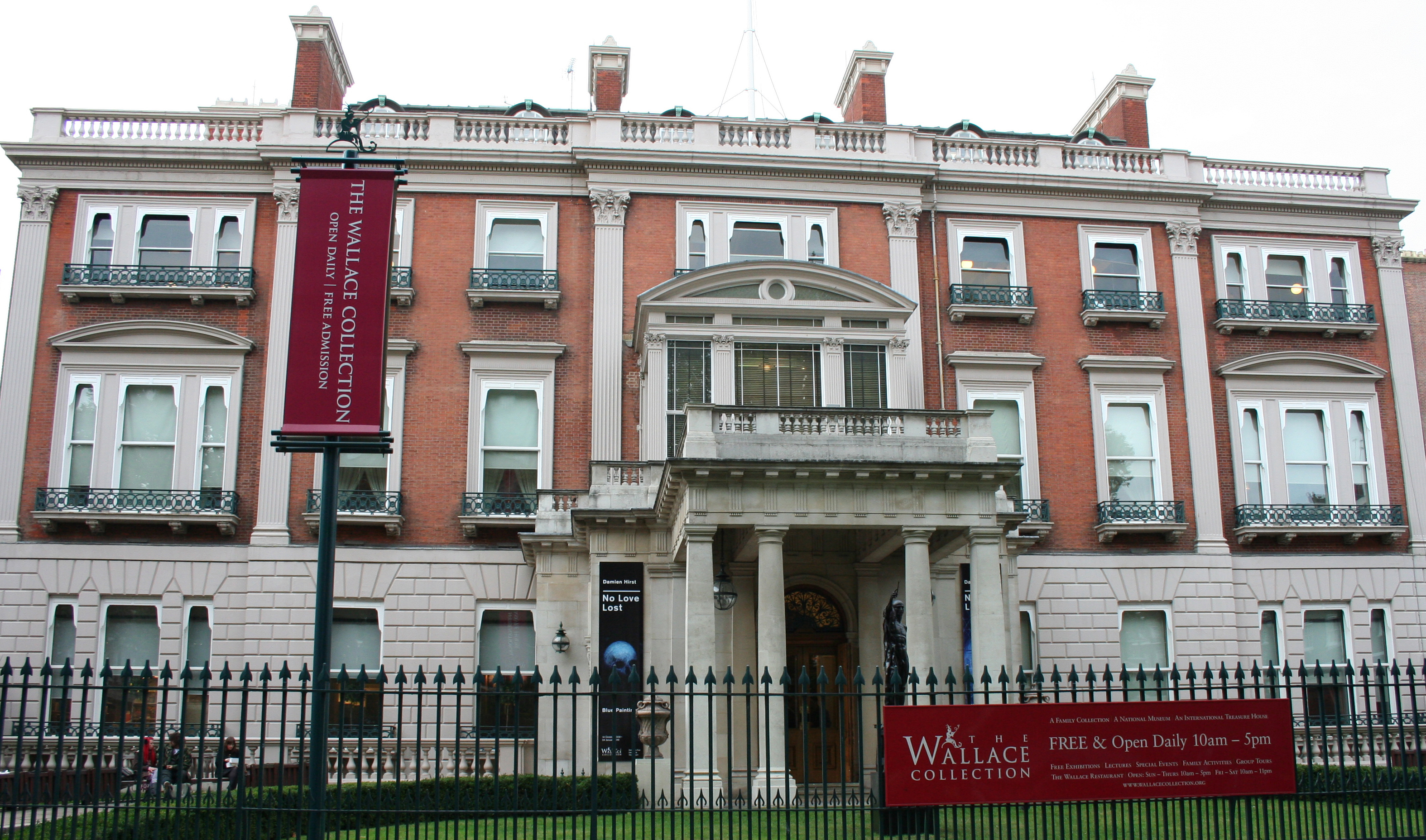
Хартфорд-хаус, дом Коллекции Уоллеса

Ричард Сеймур-Конвей заседал в Палате общин Великобритании (член партии тори) от графства Антрим в 1822—1826 годах, но большую часть своей жизни провел в Париже, в большой городской квартире, а с 1848 года — в замке Багатель, небольшом загородном доме в окраине Булонского леса. Когда ему показали размеры его ирландских владений, он, как сообщается, ответил: «Ну, я вижу это в первый раз и молю Бога! в последний раз». Его английскими резиденциями были Хартфорд-хаус на Манчестер-сквер, Лондон, где сейчас находится коллекция Уоллеса, и Рэгли-Холл, который до сих пор принадлежит семье.
По словам братьев Гонкур, лорд Хартфорд был «полным, абсолютным, бесстыдным монстром», который однажды с гордостью заявил, что «когда я умру, у меня, по крайней мере, будет утешение, зная, что я никогда никому не оказывал услуг».
Лорд Хартфорд скончался в 1870 году в возрасте 70 лет в Париже, не женатый и не имеющий законного потомства, и его титулы перешли к его дальнему кузену Фрэнсису Сеймуру . Незаконнорожденный сын и секретарь лорда Хартфорда, сэр Ричард Уоллес, 1-й баронет (1818—1890), унаследовал его коллекцию произведений искусства.

## Коллекция произведений искусства
Манчестер-хаус (как первоначально назывался Хартфорд-хаус) был сдан в аренду до 1850 года под французское посольство, но с 1852 года использовался главным образом для размещения предметов из художественной коллекции Хартфорда. Он был важным коллекционером произведений искусства, названным в честь своего незаконнорожденного сына сэра Ричарда Уоллеса, которому он оставил его и столько имущества, сколько не было завещано. Вдова Уоллеса завещала коллекцию картин и предметов нации и сформировала ядро Коллекции Уоллеса.